# Paralastor fallax
Paralastor fallax är en stekelart som beskrevs av Perkins 1914. Paralastor fallax ingår i släktet Paralastor och familjen Eumenidae. Inga underarter finns listade i Catalogue of Life.